# Beatrice Merlo
Beatrice Merlo (Milaan, 23 februari 1999) is een voetbalspeelster uit Italië. Ze speelt als verdediger voor FC Inter Milaan in de Serie A.

## Clubcarrière
Merlo maakte haar profdebuut voor ASD Internazionale in de Serie A. In 2018 werd de licentie van de club overgenomen door FC Inter Milaan, waarna Merlo de club trouw bleef. Merlo verlengde in juni 2021 haar contract tot 30 juni 2024.

## Statistieken
| Seizoen | Club            | Land   | Competitie | Wedstrijden | Doelpunten |
| ------- | --------------- | ------ | ---------- | ----------- | ---------- |
| 2013/14 | FC Inter Milaan | Italië | Serie A    | 6           | 1          |
| 2019/20 | FC Inter Milaan | Italië | Serie A    | 15          | 3          |
| 2020/21 | FC Inter Milaan | Italië | Serie A    | 22          | 0          |
| 2021/22 | FC Inter Milaan | Italië | Serie A    | 20          | 0          |
| 2022/23 | FC Inter Milaan | Italië | Serie A    | 21          | 0          |
| 2023/24 | FC Inter Milaan | Italië | Serie A    | 11          | 0          |
| 2024/25 | FC Inter Milaan | Italië | Serie A    | 22          | 2          |
| Totaal  | Totaal          | Totaal | Totaal     | 117         | 6          |

Laatste update: 24 april 2025

## Interlandcarrière
Merlo maakte haar debuut voor het Italiaanse nationale team op 16 juni 2021 in een 3-2 overwinning op buurland Oostenrijk.